# Aaron Mokoena
Teboho Aaron Mokoena, južnoafriški nogometaš, * 25. november 1980, Boipatong, Južna Afrika.
Nazadnje je igral za južnoafriški klub Bidvest Wits F.C.. Leta 1999 je prvič oblekel dres južnoafriške reprezentance in z 19 leti postal najmlajši član reprezentance v zgodovini.

## Klubska kariera
Kot mladinec se je preizkušal v Bayerju iz Leverkusna in amsterdamskem Ajax. Njegov prvi profesionalni klub je bil prav Ajax, pri katerem pa se med letoma 1999 in 2003 ni preveč naigral, saj je precej časa prebil v Belgiji pri klubu Germinal Beerschot, kamor so ga pri Ajaxu posodili. Za Germinal Beerschot je igral 41 tekem in zabil dva zadetka. Njegove igre so opazili pri konkurenčnem belgijskem prvoligašu, Genku, in z njim podpisali pogodbo. Za Genk je Mokoena nastopal od 2003 do 2005.
V zimskem prestopnem roku leta 2005 je Mokoena prestopil v angleški klub Blackburn Rovers. Pri Blackburnu je debitiral na pokalni tekmi za FA Cup 8. januarja 2005 proti moštvu Cardiff City, tedaj je v igro vstopil v 43. minuti kot zamenjava za Barryja Fergusona. Od takrat je postal standardni član začetne enajsterice in do konca sezone vknjižil skupaj 22 nastopov. Sprva ga je Blackburnov strateg Mark Hughes postavil v vezno vrsto kot del obrambne formacije 4-5-1. Blackburn je s to Hughesovo potezo postal zanesljivejši v obrambi in je prejel sorazmerno manj golov, s čimer se je klub tudi izognil izpadu v drugo ligo.
Ko se je Hughes kasneje vrnil k formaciji 4-4-2, ni Mokoena nikoli več igral na enaki ravni. V novi formaciji so njegove predstave postajale vse bolj medle in kmalu se je kljub vnovični trenerjevi vrnitvi k formaciji 4-5-1 znašel v vlogi rezervnega vezista. V igro je navadno prihajal v drugem polčasu in še to le tedaj, ko si je Blackburn že zagotovil dovoljšnjo prednost in ko je bila tekma že dobljena. Leta 2007 se je situacija zanj le izboljšala, saj je ob poškodbi soigralca Robbieja Savaga večino tekem zopet začenjal v prvi enajsterici. 11. marca 2007 je tudi zadel svoj prvi zadetek v dresu Blackburna, tedaj je zatresel mrežo Manchester Cityja na tekmi 6. kroga pokalnega tekmovanja FA Cup. Precej ironično je v nadaljevanju svoje prve tekme, na kateri je za Blackburn dosegel zadetek, prejel drugi rumeni karton in je moral tako predčasno oditi z igrišča. Svoj drugi in zadnji zadetek v vrstah Blackburna je dosegel februarja 2009 proti Sunderlandu, znova na tekmi FA Cupa. Svoj zadnji nastop v dresu Roversov je vknjižil 24. maja 2009. Istega dne je naznanil podpis triletne pogodbe in selitev k Portsmouthu. Svoj prvi zadetek za novega delodajalca je dosegel 12. januarja 2010, še enkrat več v okviru pokalnega tekmovanja FA Cup. Tedaj je postal junak srečanja, saj je s svojim zadetkom v podaljšku pokopal Coventry City.

## Reprezentančna kariera
Mokoena, znan tudi kot »Mbazo« ali »Sekira« zavoljo svojih trdih startov, je leta 1999 postal najmlajši reprezentant svoje države vseh časov. Debitiral je v kvalifikacijah za Poletne olimpijske igre 2000 in si sčasoma priboril kapetanski trak, ki ga je pred njim nosil Lucas Radebe. 31. maja 2010 je nastopil na pripravljalni tekmi pred domačim Svetovnim prvenstvom proti reprezentanci Gvatemale. Na tisti tekmi je dosegel osebni jubilej, saj je 100. nastopil za državno reprezentanco. Jubilej je proslavil tako, da je oblekel dres s številko 100.

## Statistika

### Reprezentančni zadetki
| # | Datum           | Prizorišče      | Nasprotnik | Zadel za | Končni izid | Tekmovanje                                  |
| - | --------------- | --------------- | ---------- | -------- | ----------- | ------------------------------------------- |
| 1 | 8. oktober 2006 | Lusaka, Zambija | Zambija    | 1–0      | 1–0         | Kvalifikacije za Afriški pokal narodov 2008 |